# Ranunculus renzii
Ranunculus renzii är en ranunkelväxtart som beskrevs av Iranshahr och Rech. f.. Ranunculus renzii ingår i släktet ranunkler, och familjen ranunkelväxter. Inga underarter finns listade i Catalogue of Life.